# Hanna Ferm

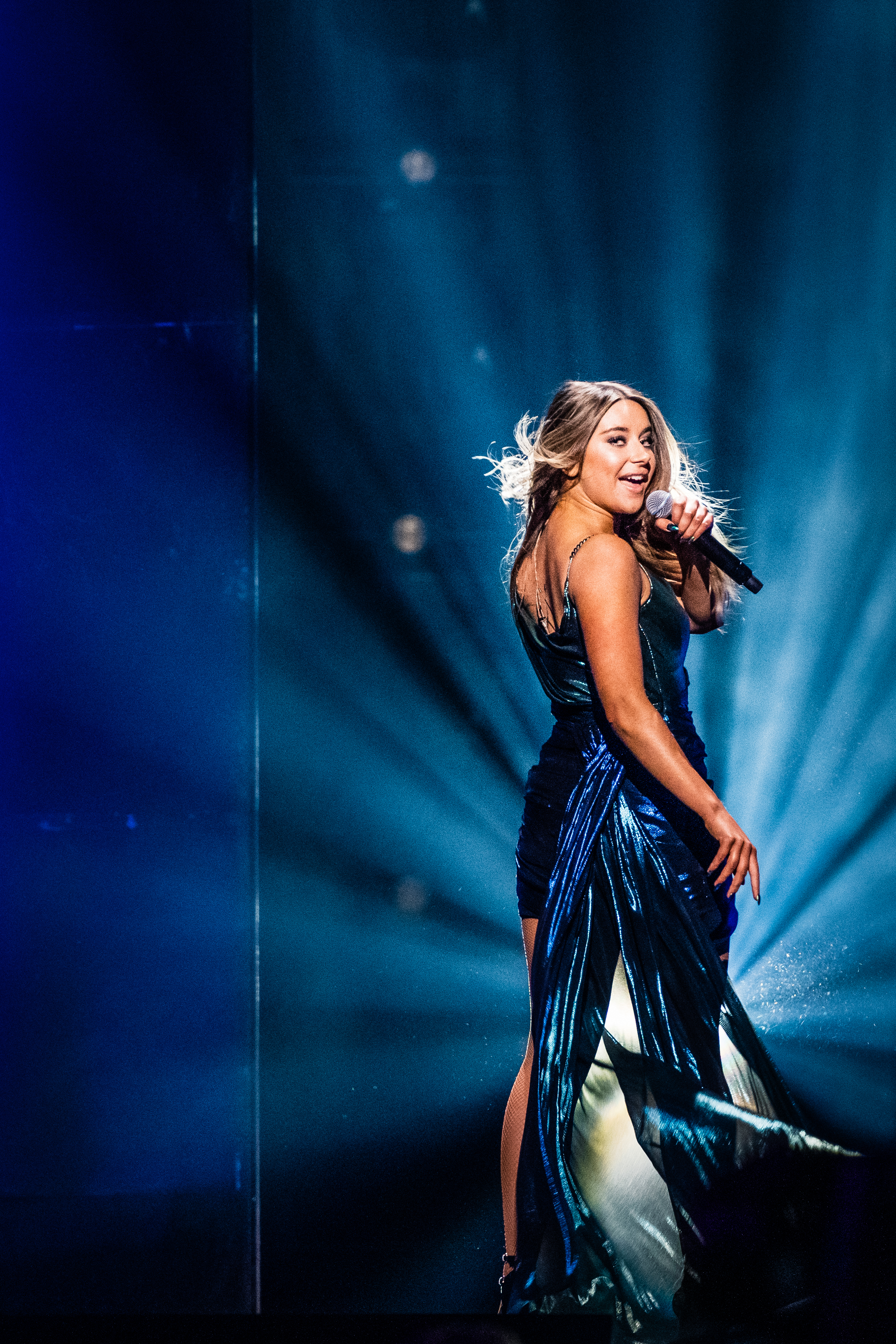
Hanna Ferm podczas finału Melodifestivalen 2020

Hanna Alma Beata Ferm (ur. 23 października 2000 w Pixbo) – szwedzka piosenkarka wykonująca muzykę pop.

## Kariera
W 2014 brała udział w programie Talang, szwedzkiej wersji programu Got Talent, gdzie dotarła do półfinału.
Po trzech latach wzięła udział w programie Idol 2017, który przyniósł jej dużą rozpoznawalność, dzięki zdobyciu drugiego miejsca w finale.
W lutym 2018 po podpisaniu kontraktu z Universal Music wydała swój pierwszy singiel „Never Mine”.
W 2019 brała udział w Melodifestivalen 2019, będącym szwedzkimi eliminacjami do 64. Konkursu Piosenki Eurowizji. Wystąpiła w drugim półfinale w duecie z Liamoo z utworem „Hold You” i zakwalifikowała się do finału. Ostatecznie w finale zajęli 3. miejsce. 
26 listopada 2019 została ogłoszona uczestniczką Melodifestivalen 2020, do którego zgłosiła się z piosenką „Brave”. Zajęła ostatecznie 4. miejsce.

## Single
| 2018                                               | „Never Mine”                              | –  |
| 2018                                               | „Bad Habit”                               | –  |
| 2019                                               | „Hold You”                                | 2  |
| 2019                                               | „Outta Breath”                            | –  |
| 2020                                               | „Brave”                                   | 5  |
| 2020                                               | „Sweet Temptation”                        | –  |
| 2021                                               | „I Met Somebody” (& John de Sohn)         | –  |
| 2021                                               | „För evigt”                               | 9  |
| 2021                                               | „Satisfaction” (& B. Baby i Yei Gonzalez) | –  |
| 2021                                               | „Aldrig nånsin”                           | –  |
| 2021                                               | „Flyg fula fluga flyg”                    | 32 |
| 2022                                               | „Håller in håller ut”                     | 66 |
| „–” oznacza, że singel nie był notowany na liście. |                                           |    |